# Витти, Жуан
Жуан Витти (порт. João Vitti, род. 30 октября 1967) — бразильский актёр.
Изучал актёрское искусство в Университете Кампинаса. Дебютировал на театральной сцене в 1983 г. в пьесе «Школа» из бразильской истории 1930-х гг. В 1984 г. был признан лучшим исполнителем мужской роли на Салезианском фестивале образовательного театра (FESTE) в Сан-Паулу. В 1992 г. прошёл кастинг кинокомпании «Globo» и дебютировал в телесериале «Мальчишник» (порт. Despedida de Solteiro).

## Фильмография
- 2010 Uma Rosa com Amor: Carlos — SBT
- 2007 Luz do Sol : Gregório Mendes Corrêa — Rede Record
- 2006 Alta Estação — Gustavo Pereira — Rede Record
- 2005] Avassaladoras — Celso Steiner — Rede Record
- 2005 Essas Mulheres — Paulo Silva — Rede Record
- 2004 Um Só Coração — Abílio Rede Globo
- 2001 O Direito de Nascer — Jorge Luiz SBT
- 2000 O Cravo e a Rosa) — Serafim Amaral — Rede Globo
- 1997 Direito de Vencer — Carlo — Rede Record
- 1997 A Filha do Demônio — Demônio — Rede Record
- 1996 O Campeão — Weber — Rede Bandeirantes
- 1994 Éramos Seis — Lúcio — SBT
- 1992 De Corpo e Alma — Fernando Azevedo ou Nando — Rede Globo
- 1992 Despedida de Solteiro — Xampu — Rede Globo
- 1992 Perigosas Peruas (Soap operas) — Rede Globo
- 1990 Boca do Lixo (Series) — Rede Globo
- 1990 Brasileiras e Brasileiros — SBT